# ルイス・アギアル
ルイス・ベルナルド・アギアール・ブルゴス（Luis Bernardo Aguiar Burgos, 1985年11月17日 - ）は、ウルグアイ・メルセデス出身の元サッカー選手。現役時代のポジションはMF（セントラルミッドフィールダー）。兄に元サッカー選手のカルロス・アギアールを持つ。

## クラブ歴
母国のリベルプールFCでプロデビューを果たす。その後はポルトガル、ロシアでプレーしている。2016年6月29日にSCブラガと2年契約を結び、4度目の所属となった。しかし出場機会を得られず自ら退団を申し出、同年11月14日にはクラブとの双方合意に基づき契約を解除。翌月19日、2017年よりトルネオ・デセントラリサードのアリアンサ・リマへ加入することが発表された。
2020年10月5日、セグンダ・ディビシオン・プロフェシオナルのCAフベントゥ・デ・ラス・ピエドラスと契約し母国へ復帰する。
2022年1月よりデポルティーボ・マルドナードに加入し、再びカンペオナート・ウルグアージョでプレーすることとなった。

## 代表歴
U-20ウルグアイ代表であったが、A代表での出場はない。

## タイトル
ペニャロール
- カンペオナート・ウルグアージョ : 2015-16

アリアンサ・リマ
- プリメーラ・ディビシオン : 2017